# Colonna Mereu
La colonna Mereu fu un'unità militare italiana attiva durante la guerra greco-turca del 1897. Deve il suo nome a Luciano Mereu, colonnello che ne aveva ricevuto il comando. 
La brigata, di ispirazione garibaldina, era formata da volontari italiani filoellenici. Era a sua volta una sottounità del primo dei quattro battaglioni guidati dal generale Ricciotti Garibaldi nella battaglia di Domokos, durante la quale i volontari protessero la ritirata dell'esercito greco, sconfitto dai turchi.

## Il contesto storico
La dichiarazione d'indipendenza di Creta dalla Turchia creò in Italia una divergenza di linee di pensiero. Da una parte, i comitati pro Candia (o filoellenici) e in generale l'opinione pubblica sostenevano, insieme alla Grecia, la scelta cretese; dall'altra, il governo italiano, sulla linea delle altre potenze della Triplice Alleanza, aveva dichiarato la neutralità, temendo la minaccia di focolai insurrezionali nei Balcani. Uno dei comitati filoellenici più influenti era quello di Napoli, di stampo anarco-socialista; lo sostenevano gruppi di intellettuali e politici, tra i quali Felice Cavallotti, Antonio Labriola, Giuseppe de Felice Giuffrida, Andrea Costa e lo stesso Ricciotti Garibaldi.
In aggiunta all'influsso dei comitati pro Candia, la scelta dei militanti di partire per la Grecia fu determinata da diversi altri fattori: il principio di autodeterminazione dei popoli e del solidarismo internazionale, "il fascino della camicia rossa, il valore universale della causa della libertà greca, l'importanza dell'aiuto "alla madre della civiltà e del sapere"".
Scrive Domenico Santoro, volontario nella colonna Mereu, inizialmente suggestionato dal mito dell'antica Grecia: "I primi arruolati, quasi tutti professionisti o studenti, pensavano fosse bello – e bello era difatti! – morire per la patria classica dei mille eroi e dei mille sofi, recando il proprio contributo a rialzare le sorti di una popolazione infelice… Nel loro cervello, nudrito di studi classici, la minuscola Ellade si ergeva gigante. Con noi, dicevano, marceranno le ombre di quanti un dì fecero grande questa terra".
Con la delusione a seguito dell'esito negativo del conflitto, Santoro descriverà la guerra come "null'altro che un bel sogno: un bel sogno bruttamente svanito", definendo "bestialità poetiche" i miti alla base degli ideali filoellenici che avevano spinto i volontari italiani ad interessarsi alla causa greca.

## Il contributo nella battaglia di Domokos

### La partenza dall’Italia
Il principale punto di raccolta dei volontari italiani diretti in Grecia era Brindisi; dal porto della città, i militanti si imbarcavano di volta in volta sul piroscafo Cariddi, diretto a Corfù. Da qui i volontari proseguivano per Atene, dove ricevevano le armi.
Per ostacolare la partenza dei volontari, i quali spesso portavano con sé in Grecia anche le proprie famiglie, il governo italiano aveva posto contingenti di polizia a guardia dei porti. Poiché era difficile ottenere il lasciapassare delle autorità senza destare sospetti, frequenti erano gli imbarchi clandestini, spesso in condizioni precarie. Santoro riporta l'episodio di un suo commilitone, "Zini di Verona, che con Guglielmo Castelvetri, bolognese, stette varie ore nascosto, sotto i carboni del piroscafo, a rischio ambedue di morire soffocati. Solo, quando il piroscafo si era messo in movimento, da Brindisi, uscirono fuori, tutti neri, con gli occhi risplendenti fuori dall'orbita".

### I preparativi dello scontro
Nei primi dieci giorni dell'aprile del 1897, i volontari in Grecia erano ripartiti in tre legioni: la Compagnia della Morte di Amilcare Cipriani, la brigata di Luciano Mereu e la legione filoellenica (o straniera). Quest'ultima era comandata da ufficiali greci e caratterizzata da una rigida disciplina militare; ne facevano parte i soldati che avevano giurato fedeltà al re Giorgio I e alla bandiera greca. Per questo motivo la legione filoellenica era invisa ai garibaldini della colonna Mereu, i quali intendevano conservare il proprio spirito di volontari e di italiani. D'altra parte, non mancavano gli attriti tra la Mereu e la divisione di Cipriani.
Dal Pireo, la colonna Mereu arrivò la sera del 23 aprile a Volo, sulla frontiera tessalo-macedone, e fu accolta festosamente dalla popolazione locale; il piano era di raggiungere il quartier generale a Larissa.
Il 24 aprile, la legione venne però a sapere che i turchi avevano occupato la ferrovia e che i greci avevano subito un grave smacco alla frontiera. A Volo, intanto, cominciarono ad arrivare i primi morti, feriti e fuggiaschi dalla vicina Velestino, invasa dai turchi, e nella popolazione si diffuse il timore di un'imminente invasione.
Il 27 aprile, la colonna Mereu riuscì a partire per raggiungere a Farsalo Cipriani, il quale, dopo essere rimasto con pochi uomini, era stato costretto a sciogliere la propria legione. 
Pochi giorni dopo arrivarono ad Atene Ricciotti Garibaldi e il colonnello Enrico Bertet; quest'ultimo si era rifiutato di sottostare a Garibaldi e i dissidi tra i due portavano dissapori anche tra le rispettive divisioni. Mentre Bertet e Garibaldi organizzavano i propri uomini, Mereu ricevette l'ordine di partire con i suoi per Arta, in Epiro, per offrire rinforzi all'esercito greco. In Epiro, Mereu si rese conto delle condizioni precarie dell'esercito ellenico: mentre l'avanzata dei turchi sembrava ormai inevitabile, i greci erano demoralizzati, poiché sprovvisti delle risorse elementari necessarie al combattimento.
La situazione di stallo si sbloccò il 7 maggio. Garibaldi richiamò Mereu in Tessaglia per ricongiungere il primo battaglione al secondo e al terzo.
Il 10 maggio, la colonna Mereu giunse ad Atene (al suo posto, in Epiro, fu spedita la legione di Bertet). Ripartì dal Pireo dopo una sosta di qualche ora e fece scalo ad Agia Marina, nella regione della Ftiotide; da lì procedette a piedi per quindici chilometri per raggiungere Lamia.
L’11 maggio, i tre battaglioni ricevettero l’ordine di partire per il villaggio di Domokos; vi arrivarono dopo una marcia forzata di cinquanta chilometri e nove ore quasi consecutive di cammino, stremati dalla pioggia e dal fango, oltre che meno numerosi (si erano infatti ridotti a meno di 200 uomini) e compatti.

### La battaglia

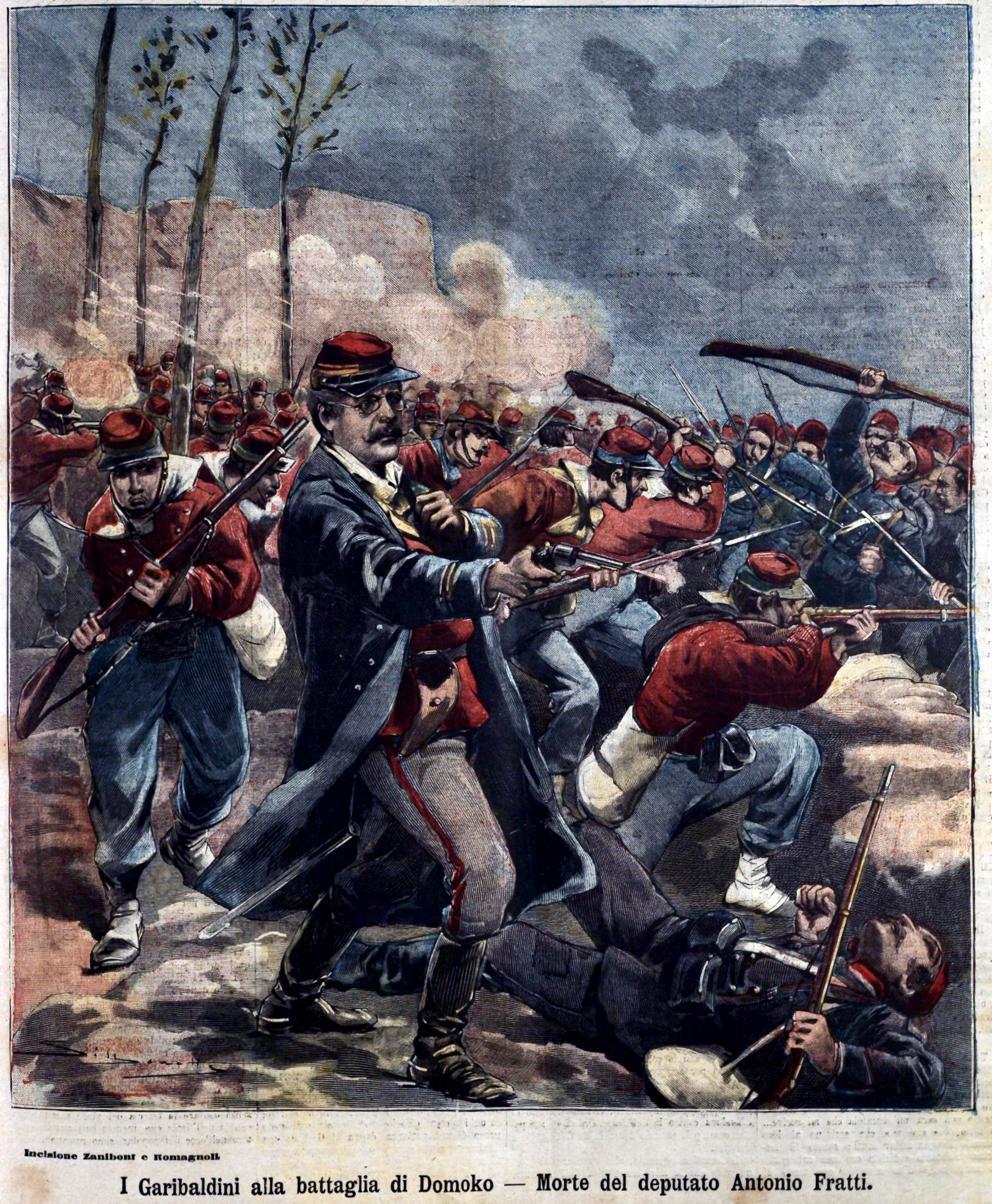
La Tribuna Illustrata 1897, No. 22 - I Garibaldini alla battaglia di Domoko - Morte del deputato Antonio Fratti

Il 17 maggio i turchi spararono il primo colpo di cannone. La loro superiorità numerica fu evidente sin dalle prime fasi dello scontro: 80 mila turchi contro circa 30 mila greci e duemila garibaldini. Alla vigilia dello scontro, i garibaldini della colonna Mereu erano 148. Mereu era andato a rapporto da Garibaldi, all'estrema ala sinistra dello schieramento, ed era assente da alcuni giorni. La sua colonna fu quindi assegnata al comando dell'ex sergente Antonio Mosca e collocata al centro dello schieramento ellenico. Cipriani, che si era aggregato all'ultimo ai garibaldini di Mereu per loro stesso desiderio, assunse il ruolo di "capo improvvisato" della legione, tenendo alto l’umore dei soldati e incitandoli al combattimento.
La colonna prese posizione in una trincea, da cui sostenne il fuoco turco per circa due ore e mezzo; qui rimase anche quando le trombe greche annunciarono la ritirata di fronte all'avanzamento della fucileria e dell'artiglieria avversarie. Quando i turchi arrivarono a trecento metri dalla trincea, di fronte alla scarsità di munizioni anche la colonna Mereu fu costretta a ritirarsi dietro un'altura; per raggiungerla, i militanti dovettero percorrere una strada esposta ai proiettili turchi, lungo la quale cadde il maggior numero di morti. Verso le 23 della stessa sera arrivò l'ordine della ritirata su Lamia.
Tra i garibaldini della Mereu si contarono circa 60 morti. Uno dei primi fu il deputato repubblicano Antonio Fratti, particolarmente apprezzato dai suoi commilitoni, tanto che la sua morte gettò le file della Mereu nello sconforto.
A Lamia vennero trasferiti i primi feriti e furono imbarcati i reduci, i quali, raggiunto il Pireo, proseguirono il viaggio di ritorno verso Brindisi.

## Segni distintivi
La colonna Mereu contava inizialmente 250 volontari italiani.
I volontari indossavano la tipica divisa rossa dei garibaldini e portavano come bandiera una croce bianca in campo azzurro.
Secondo gli ordini di Ricciotti Garibaldi, potevano portare la camicia rossa e chiamarsi garibaldini solo i volontari che militavano nelle sue formazioni. Bertet reclamò ugualmente la camicia rossa, sostenendo che questa non fosse monopolio della famiglia Garibaldi. Dopo una lunga disputa tra Bertet, Garibaldi e il governo greco, fu deciso che le due divisioni avrebbero operato separatamente, ma avrebbero vestito entrambe la camicia rossa. La differenza stava nel colore dei pantaloni: verde quello dei garibaldini, grigio-azzurro quello degli altri.